# Massacre de la rivière Sacramento
Le massacre de la rivière Sacramento fait référence au massacre de nombreux Wintu sur les rives de la rivière Sacramento le 5 avril 1846 par un groupe expéditionnaire dirigé par le capitaine John C. Frémont de Virginie. Les estimations varient entre 125 et 900 morts.

## Histoire

### Contexte
Le mouvement expansionniste des années 1840 motive de nombreux Américains à œuvrer pour repousser les frontières de l'Amérique vers des terres appartenant au Mexique et aux tribus amérindiennes. La « Destinée manifeste », un terme inventé par le journaliste John L. O'Sullivan, exprime l'idée que la jeune nation américaine est appelée à gouverner l'ensemble du continent nord-américain. 
Le sénateur démocrate Thomas Hart Benton du Missouri est un leader éminent de ce mouvement, dans lequel il enrôle son gendre, John C. Frémont. Benton obtient un financement gouvernemental pour mener plusieurs expéditions dirigées par Frémont pour cartographier et explorer le territoire occidental.
En 1845, le capitaine Frémont est envoyé par le ministère de la Guerre en expédition pour étudier le Grand Bassin et la Haute-Californie, une possession du Mexique,. À leur arrivée dans l'ouest de la Haute-Californie, Frémont et ses hommes se déplacent dans la moitié nord de l'État actuel pendant plusieurs mois, provoquant les autorités mexicaines et s'appuyant sur les griefs et le sentiment patriotique des Américains déjà installés. 

### Incident
Le 30 mars 1846, le groupe arrive au ranch Lassen dans la haute vallée de Sacramento. Là, ils rencontrent des Américains qui prétendent qu'un campement de 1 000 Amérindiens se prépare à attaquer les colonies blanches. Frémont déplace ses hommes sur la rivière Sacramento à la recherche de ces Amérindiens. Le groupe de Frémont est composé de 60 hommes blancs, de neuf Indiens Delaware, de deux Indiens de Californie et de cinq membres d'un poste de traite voisin. Le groupe atteint Reading's Ranch (près de l'actuelle Redding, en Californie ) le 5 avril 1846 et repère un grand campement autochtone. La zone s'étend sur des centaines de kilomètres carrés et abrite plus de 5 000 Wintu. 
Le capitaine Frémont ordonne une avance sur les Amérindiens, chacun de ses hommes portant un fusil, deux pistolets et un couteau. Les soldats avancent de trois côtés sur les Wintu, qui ne peuvent fuir le camp car la majorité sont des femmes et des enfants et ils sont coincés contre la rivière. Les hommes Wintu forment une ligne défensive avec les femmes et les enfants derrière eux.
Thomas E. Breckenridge, membre de l'expédition, déclare que « l'ordre a été donné de ne demander aucun quartier et de n'en donner aucun ». Les hommes de Frémont s'alignent et commencent à tirer plusieurs salves de fusil, massacrant les Amérindiens devant eux. La longue portée des fusils leur permet de rester hors de portée des flèches des Amérindiens. Les hommes de Frémont s'approchent alors du camp, tirent une autre salve à plus courte distance et se précipitent avec leurs sabres et leurs pistolets. Breckenridge écrit :

« Les colons s'engouffrèrent dans le village, prenant les guerriers par surprise, et commencèrent un massacre sans précédent dans l'Ouest. Les hommes, les squaws et les papouses furent abattus comme des moutons, et ces hommes ne s'arrêtèrent pas tant qu'ils en trouvèrent un vivant. »

Les Amérindiens restants sont contraints de fuir, certains courant vers les collines et d'autres bravant la rivière. Le témoin oculaire William Isaac Tustin rapporte que des hommes de la bande de Frémont montés sur des chevaux poursuivent les Amérindiens en fuite et les tuent à coups de tomahawk, tandis que des fusiliers se tiennent sur les rives de la rivière et tirent au hasard sur les Amérindiens qui tentent de nager vers un endroit sûr. Il a décrit la scène comme « un massacre ». 
Les estimations du nombre de victimes varient. Les membres de l'expédition Thomas E. Breckenridge et Thomas S. Martin affirment que le nombre d'Amérindiens tués est respectivement de « 120 à 150 » et de « plus de 175 », mais le témoin oculaire Tustin a affirmé qu'au moins 600 à 700 Amérindiens ont été tués sur la terre, avec 200 autres ou plus mourant dans l'eau. Il n’existe aucune mention de membres de l’expédition tués ou même blessés lors du massacre. Kit Carson, l'un des attaquants montés, a déclaré plus tard : « C'était une boucherie parfaite ». Breckenridge, qui prétend ne pas avoir participé, déplore :

« Je crois que je déteste les Indiens autant que n'importe qui et que j'ai autant de raisons de les haïr, mais je ne pense pas avoir pu participer à ce massacre. Il faut être deux pour se battre ou se quereller, mais dans ce cas précis, il n'y avait qu'un camp qui se battait et l'autre qui tentait de s'enfuir. »
Ni Frémont ni aucun des membres de son expédition ne sont inquiétés ou punis de quelque manière que ce soit pour les meurtres. Plusieurs membres de l’expédition suggèrent que le massacre conduit les Amérindiens locaux à craindre les hommes blancs et à éviter de piller les colonies et les ranchs que les colons américains ont commencé à ériger sur les terres autochtones.

## Conséquences
Frémont et sa bande continuent à remonter la rivière Sacramento, tuant les Amérindiens à vue au fur et à mesure de leur progression,. Le peuple Klamath qu'ils rencontrent plus au nord dans le territoire de l'Oregon finit par riposter et tue trois membres du groupe de Frémont dans la nuit du 9 mai 1846, ce qui conduit au massacre du lac Klamath trois jours plus tard.
Le 9 mai 1846, Frémont reçoit la nouvelle qu'une guerre avec le Mexique est imminente. Il revient rapidement de l'Oregon et ordonne le massacre de Sutter Buttes, tuant plusieurs autres Amérindiens de la vallée de Sacramento lors de leur voyage vers le sud. En août 1846, l'armée américaine occupe de manière permanente la moitié nord peu peuplée de l'actuelle Californie et, début janvier, l'intégralité de l'État moderne est sous contrôle américain. John C. Frémont devient gouverneur militaire de Californie en janvier 1847, mais est contraint d'abandonner son poste moins de deux mois plus tard dans des circonstances controversées. En 1850, il devient le premier sénateur américain de Californie. Frémont, qui s'était entre-temps enrichi grâce à ses concessions d'exploitation aurifère, rédige un projet de loi limitant les concessions d'exploitation aurifère aux citoyens blancs des États-Unis. En 1856, Frémont est nommé premier candidat à la présidence des États-Unis du jeune Parti républicain, mais il perd la course face à James Buchanan. Il combat plus tard comme général de l'Union pendant la guerre de Sécession.
Alors que certains habitants de la région approuvent le massacre, les riches colons terriens commencent à dépendre du travail des Amérindiens dans une sorte de système féodal, les Amérindiens travaillant à la fois comme travailleurs libres et comme travailleurs serviles. Dans une certaine mesure, cela sauve les Wintu locaux d’une annihilation immédiate, même si des massacres à plus petite échelle ont lieu dès l’année suivante. Dans les années 1850, l'hostilité des Américains blancs à l'égard de la possession du territoire par les Amérindiens s'est accrue et des massacres à grande échelle causant des centaines de morts Wintu recommencent, notamment le massacre de Kabyai Creek, le massacre d'Old Shasta Town et le massacre de Bridge Gulch.